# Kizji
Kizji (Russisch: Кижи, Кижи, Karelisch: Kiži) is een eiland in het Onegameer in de Russische deelrepubliek Karelië. Het eiland is vooral bekend vanwege de houten kerkgebouwen, kapellen en huizen die er gebouwd zijn. Het eiland is een van de populairste toeristische attracties van Rusland, en staat op de werelderfgoedlijst.

## Geografie
Kizji is ongeveer zeven kilometer lang en 0,5 kilometer breed. Het wordt omgeven door ongeveer 5.000 andere eilanden, waarvan de meeste erg klein zijn en soms zelfs louter uit een rots bestaan die uit het water steekt, maar ook door enkele die een lengte van 35 kilometer hebben. Toegang tot Kizji is in de zomer alleen mogelijk per draagvleugelboot vanuit de Karelische hoofdstad Petrozavodsk, en in de winter per sneeuwmobiel of hovercraft.

## Gebouwen
Kizji telt in totaal bijna 80 houten gebouwen.
De drie bekendste gebouwen op het eiland zijn twee grote kerken en een klokkentoren. Deze staan binnen een omheining. Het gebied binnen deze omheining wordt ook wel de Kizji Pogost genoemd.
De grootste van de kerken is de 22 koepels tellende transfiguratiekerk (ook wel bekend als zomerkerk). Deze is omstreeks 1714 gebouwd. De kerk heeft een grote iconostase; een houten wand bedekt met iconen. De kerk is 37 meter hoog en daarmee een van de hoogste houten constructies ter wereld. 
Restauraties werden uitgevoerd van 1949 tot 1959 onder leiding van architect Alexander Opolovnikov. Van 1980 tot 1983 werd een bijkomende noodherstelling uitgevoerd met de installatie van een interne metalen constructie om de mogelijke instorting van de kerk te voorkomen.  Het Instituut voor Restauraties van Sint-Petersburg werkte tussen 1999 en 2001 een volledig restauratieproject uit om een meer definitieve conservatie van het werelderfgoed toe te laten.  Deze gefaseerde werken werden in 2009 aangevat, en zijn begin 2020 gepland volledig afgerond te zijn tegen juni 2020 zodat een plechtige heringebruikname zou gevierd kunnen worden op 19 augustus 2020.
Naast de transfiguratiekerk staat de kleinere Intercessiekerk (ook wel winterkerk genoemd). Deze telt negen koepels en is gebouwd omstreeks 1764.
Het derde gebouw binnen de Pogost is de klokkentoren, die in 1874 is gebouwd. Alle drie gebouwen zijn gebouwd zonder gebruik van nagels of andere metalen hulpmiddelen; dit is een kenmerk van alle Noord-Russische houtarchitectuur.
Op Kizji bevindt zich tevens een museum voor Russische houtarchitectuur. Dit museum werd in 1960 door Sovjet-autoriteiten opgericht. Verder bevat het eiland nog vele andere houten gebouwen zoals windmolens, kapellen, huizen, sauna’s en schuren. Daarmee heeft het eiland een grote historische betekenis.
Er bevinden zich twee kleine dorpen op het eiland waar nog enkele vissers wonen. Ook het personeel van het museum woont op het eiland.

## Galerij

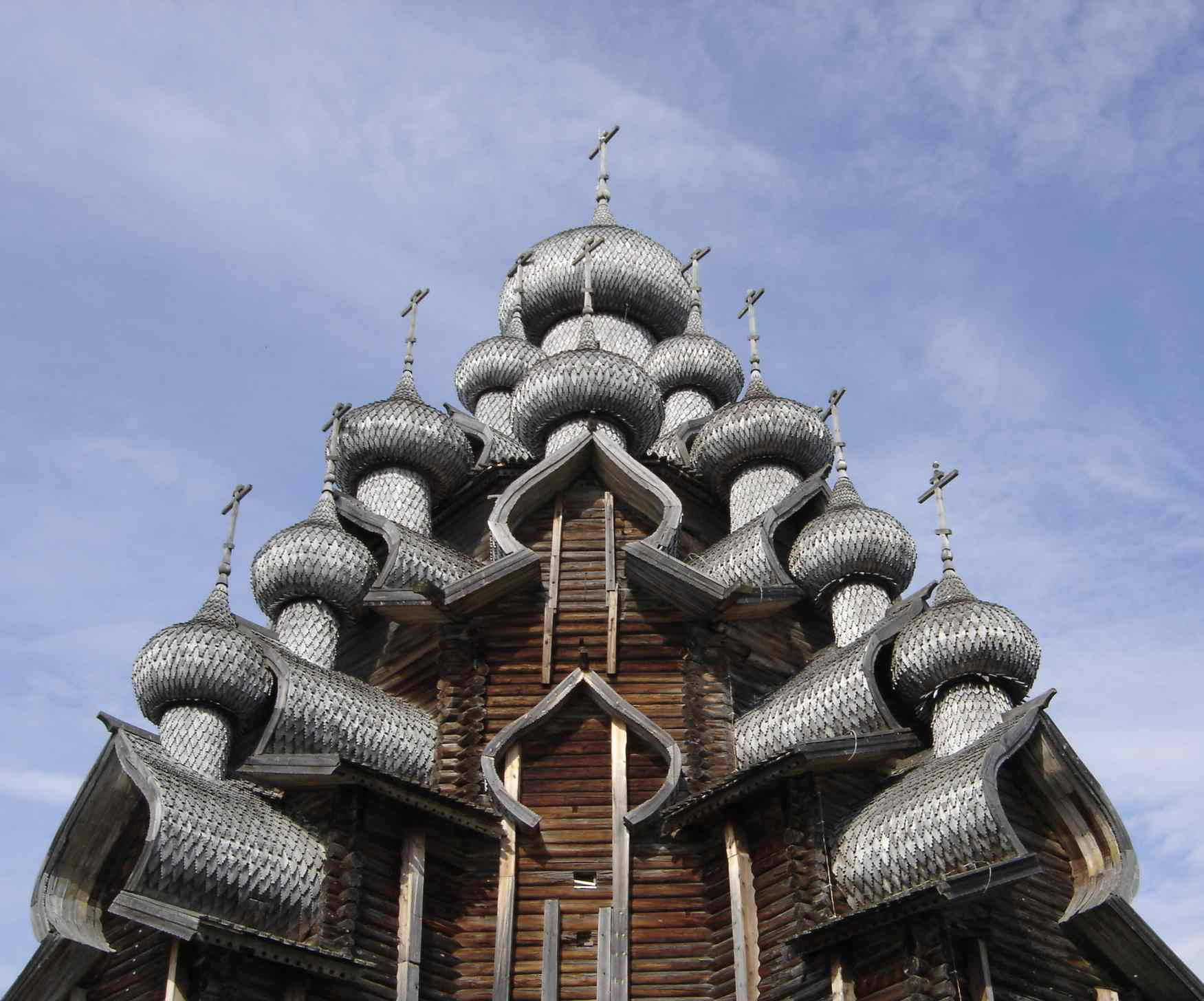
Transfiguratiekerk
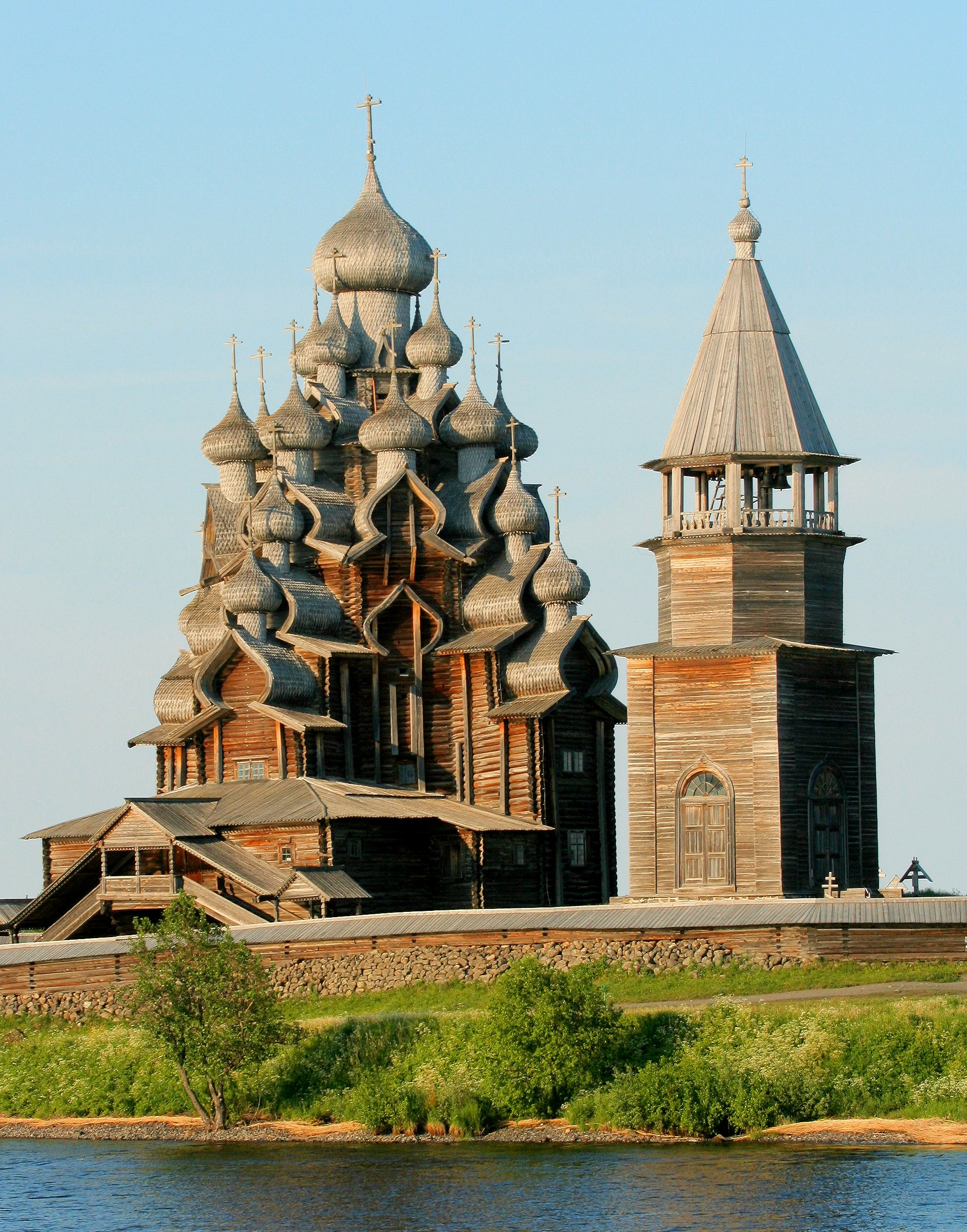
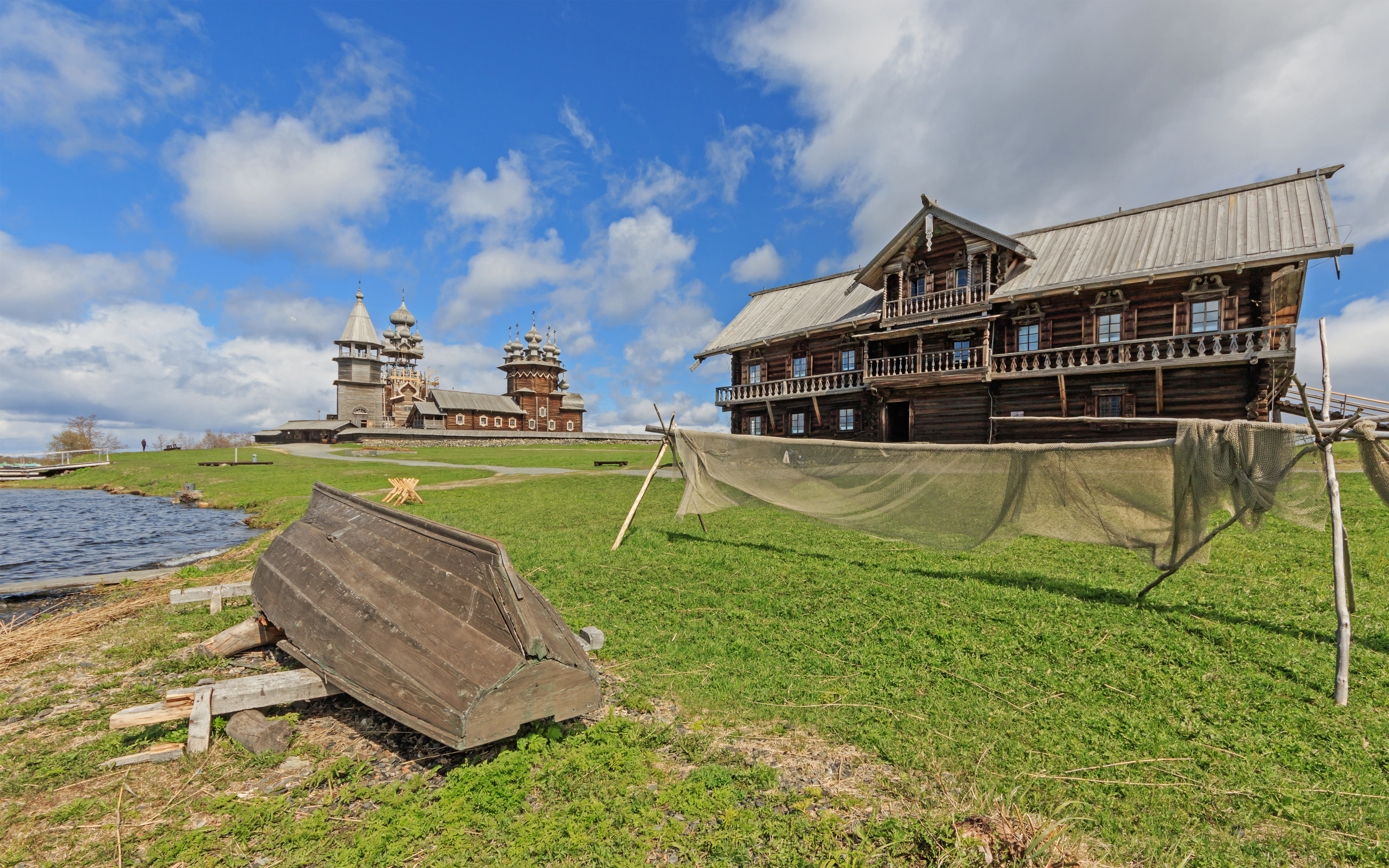
Houten gebouwen op Kizji
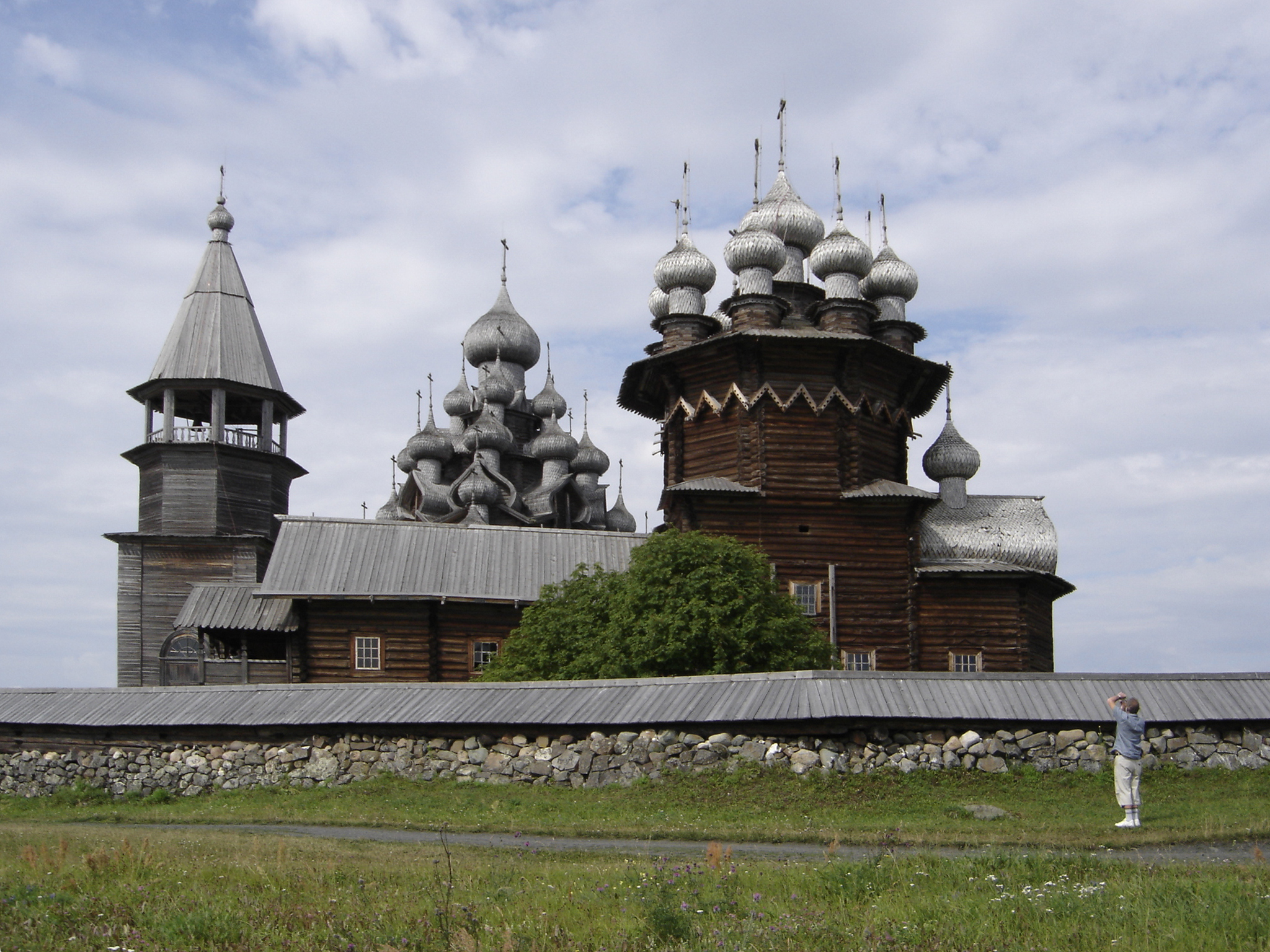